# Dia
Dia este un program de editare de diagrame pentru mediul desktop GNOME. Este inspirat din programul Microsoft Visio a cărui funcționalitate încearcă să o replice pe platformele de tip UNIX.
Dia poate fi folosit pentru a desena diagrame flowchart, diagrame de rețele, diagrame UML, etc. Permite adăugarea de elemente noi, acestea fiind definite în XML iar desenarea lor folosește un subset SVG. Diagramele rezultate pot fi exportate într-o serie de formate precum EPS, SVG, XFIG, WMF și PNG.
Dia este bazat pe biblioteca GTK+ și face parte din grupul de proiecte GNOME Office. Este publicat sub licență GPL..